# Qiaobao
Qiaobao (kinesiska: 巧报, 巧报镇) är en köping i Kina. Den ligger i den autonoma regionen Inre Mongoliet, i den norra delen av landet, nära eller i regionhuvudstaden Hohhot. Antalet invånare är 142256. Befolkningen består av 69 375 kvinnor och 72 881 män. Barn under 15 år utgör 17,0 %, vuxna 15-64 år 78 %, och äldre över 65 år 4,0 %.
Genomsnittlig årsnederbörd är 602 millimeter. Den regnigaste månaden är juli, med i genomsnitt 185 mm nederbörd, och den torraste är januari, med 3 mm nederbörd.